# Переселенчество
Переселе́нчество — процесс перемещения, главным образом крестьянства, из густонаселённых регионов Российской империи в малозаселённые окраинные районы на свободные земли. Вызывалось главным образом перенаселённостью деревни и аграрными кризисами, вызванными отставанием индустриального развития России и архаичностью земельных отношений.
Практика организованных переселений крестьян в Сибирь и на Дальний Восток была возобновлена после Октябрьской революции 1917 года и продолжалась вплоть до 1960-х годов.

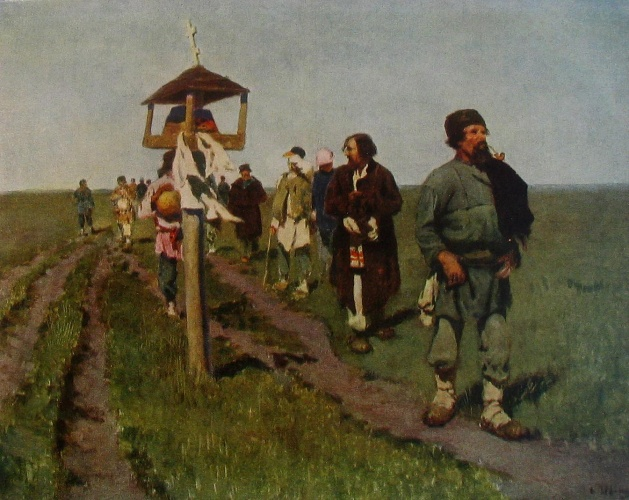
«Переселенцы. Ходоки», картина C. Иванова, 1886 год

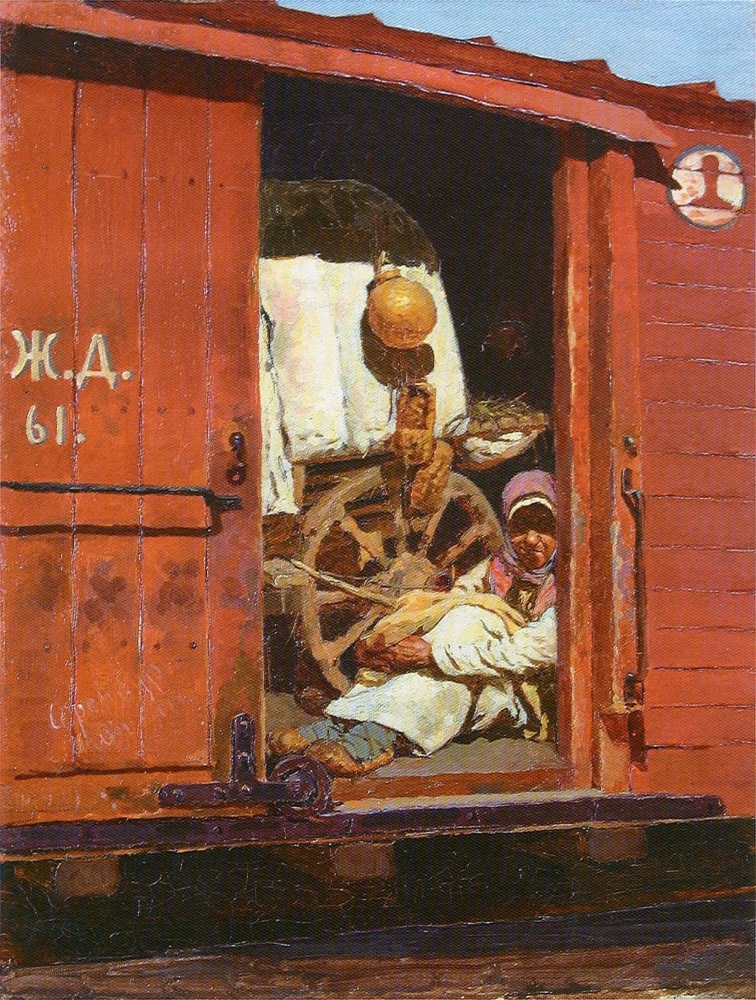
«Переселенка», картина C. Иванова, 1886 год

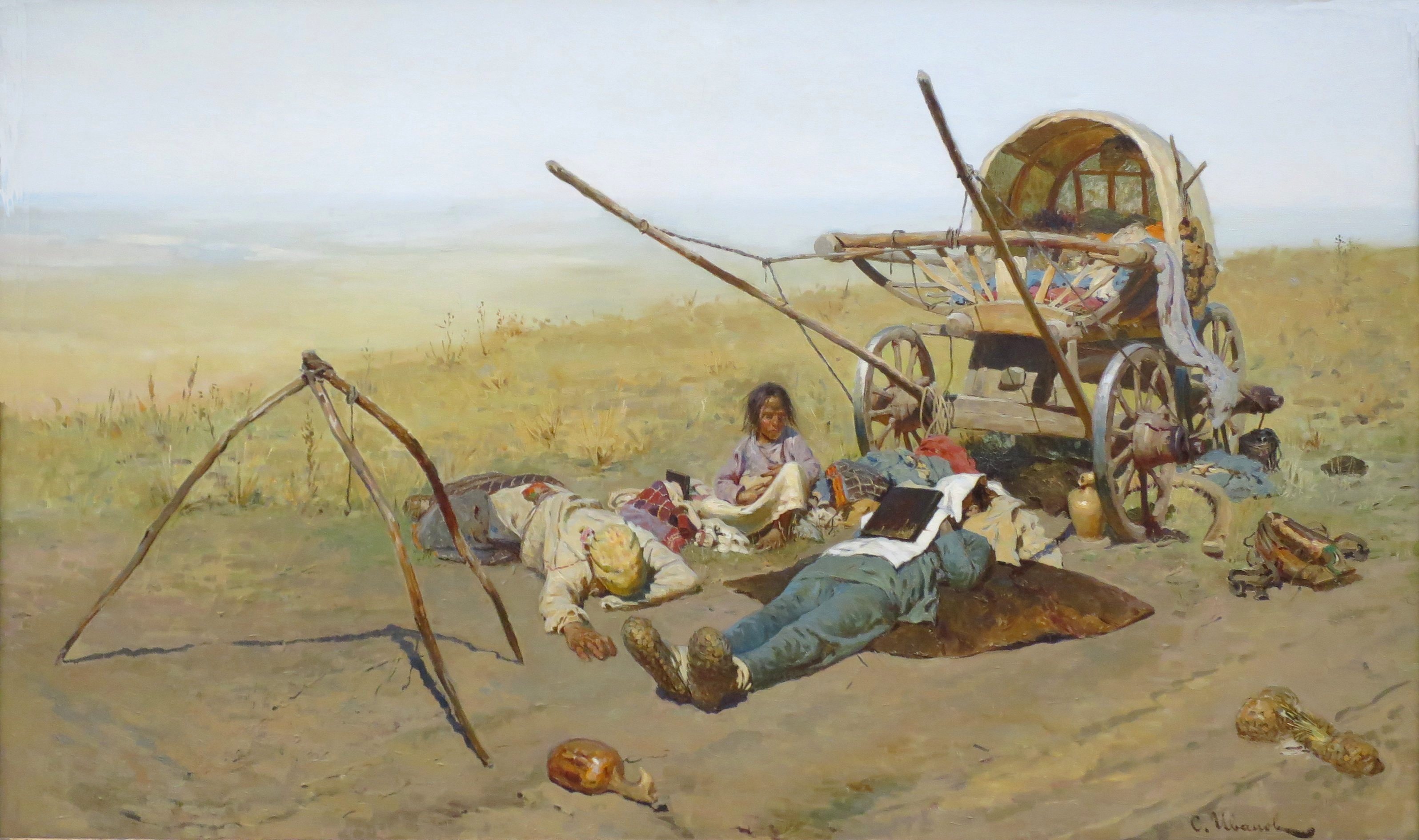
«В дороге. Смерть переселенца», картина C. Иванова, 1889 год

## Предпосылки
Видный русский историк В. О. Ключевский считал внутреннюю колонизацию России ключевым фактором в истории страны: «история России есть история страны, которая колонизируется».
Ввиду низкой продуктивности сельского хозяйства в условиях сурового климата традиционным для России было распределение земли через крестьянские общины: выжить в одиночку «частный собственник» не мог. Регулярно, раз в несколько лет, происходили «равнения» (переделы) общинной земли между отдельными хозяйствами в соответствии с изменившимся за это время количеством едоков.
Крестьянские наделы были недостаточны, крестьянское сословие практически не участвовало в перераспределении частного землевладения, а следствием нерешенности земельного вопроса были вспышки массового голода 1892, 1897-98,1901, 1905, 1906-08, 1911 годов. При том, что недоедание было характерной чертой русской деревни, Россия являлась на мировом рынке главным экспортёром зерна. Таким образом, у крестьян изымался не только избыточный продукт, но и основной.
Формирование аграрного капитализма в России было замедленным и мучительным. Первоначальное накопление капитала в деревне отличалось самыми примитивными и грубыми формами. Тысячи бедняков выбрасывались в города, которые не могли предоставить им всем работу. Это, при ограниченности иных занятий, превращало крестьянское хозяйство в последнее средство выживания для подавляющего большинства населения России, более чем на 80 % крестьянского.
В результате естественного роста сельского населения и дробления крестьянских хозяйств размер душевого земельного надела сокращался: если в конце XIX века он составлял в среднем 3,5 десятины на душу, то к 1905 году — всего 2,6 десятины. К этому времени из 85 млн крестьян 70 млн были безземельными или малоземельными. 16,5 млн крестьян имели надел от 1/4 до 1 десятины, а 53,5 млн крестьян — от 1 до 1,75 десятины на душу. При такой площади земли обеспечить расширенное товарное производство было невозможно.

## История

### Стихийное переселение
В дореформенной России (до 1861 года) переселение населения происходило часто стихийно, без официального разрешения властей. Например, на такие новые территории, как Нижнее Поволжье, Новороссия, Южное Приуралье переселение происходило стихийно. В то же время уже с 1770-х годов правительством принимаются меры для заселения новых земель. Так, с 1750-х годов привлекаются иностранные колонисты — немцы, греки, болгары, молдаване, армяне и др.
В конце XVIII — начале XIX века среди старообрядцев появилась легенда о Беловодье, легендарной стране на востоке от России, где во всей полноте сохранилось «древлеправославное» (дораскольное, «дониконовское») священство, где нет и не может быть антихриста.

Во святую страну Беловодье надобно ехать от Москвы до Казани, оттуда до Бийска. От Бийска подниматься вверх по реке Катуни. На Катуни ищите деревню Уймонку. В ней инок Иосиф содержит обитель. Он покажет путь через горы каменные, снеговые. Там древа дивные и земные плоды. Там хлеб сеют раз, и урожая хватает на 4 года, потому что страна сия лежит близко к раю, и оттуда живьем берут всех на небо.

Старообрядцы в поисках Беловодья уходили на восток — на Алтай или в лесные массивы к северу от Томска.
В 1840-е годы, после освобождения крестьян в Остзейском крае, наблюдалось переселение из этого региона в «тёплые края». Переселением российских крестьян занималось Министерство государственных имуществ, которым до 1861 года было переселено порядка 170 тысяч ревизских душ, то есть около 400 тысяч человек.
После отмены крепостного права 1861 году и временного замедления переселений, связанным с сохранением временнообязанных отношений бывших помещичьих крестьян, переселенческий процесс нарастает с новой силой. Теперь основной целью переселенцев становятся Сибирь, Южное Приуралье и Северный Кавказ. Даже из столь притягательных в 1-й половине XIX столетия Новороссии и Нижнего Поволжья двинулись на восток и на юг десятки тысяч человек. Лишь за период с 1861 по 1882 годы в Сибирь переселились более 240 тысяч человек, как правило в Томскую и Тобольскую губернии Западной Сибири. 50 тысяч человек отправились на Дальний Восток, причём значительная их часть из соседних восточносибирских районов Иркутской губернии и Забайкальской области.

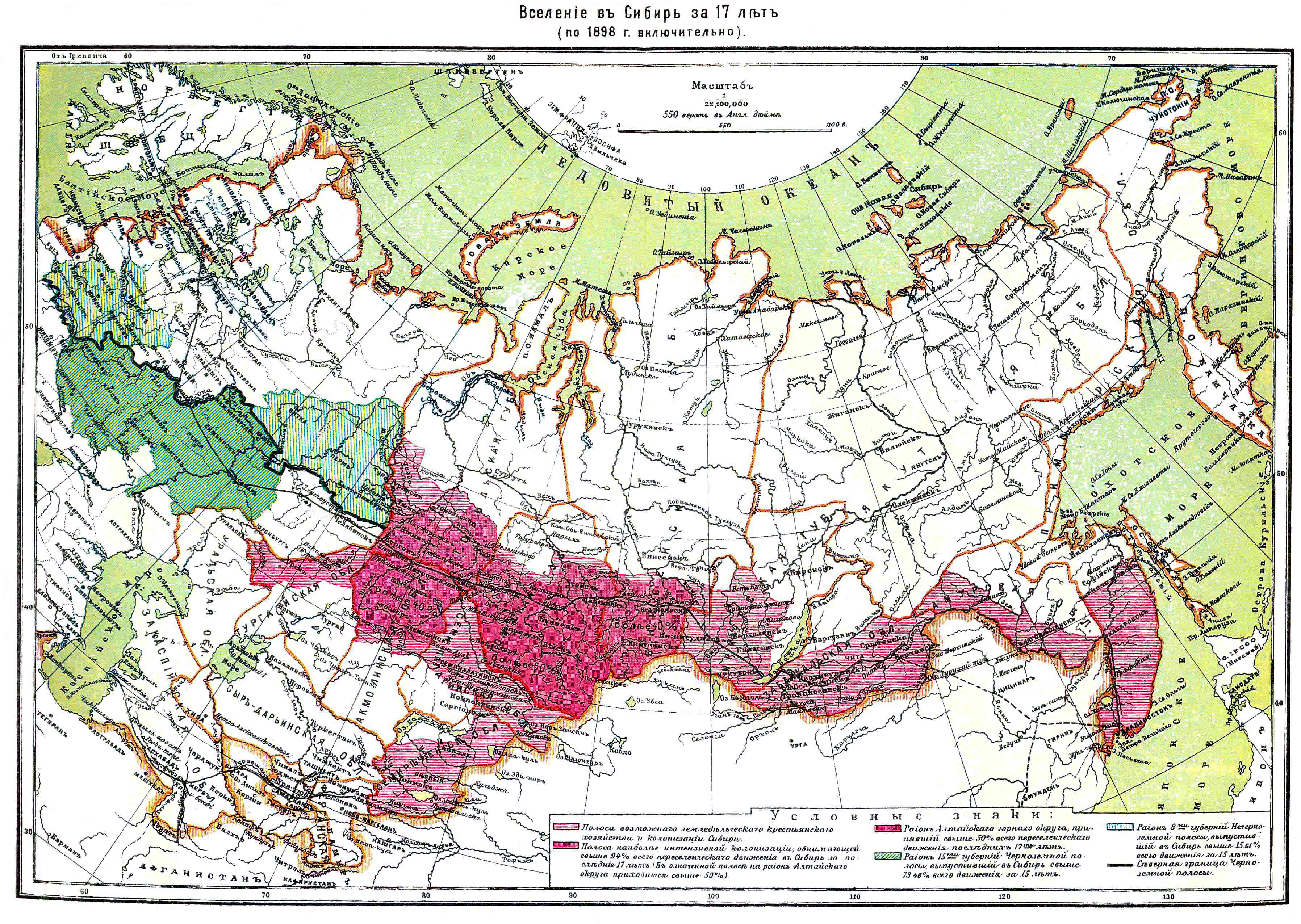
Переселение крестьян в Сибирь в конце XIX века

Значительные и ранее темпы заселения Сибири, Центральной Азии и Дальнего Востока ещё более возрастают с 1880-х годов. Так, с 1883 по 1905 год в эти регионы переселились более 1 млн 640 тысяч человек. Из них в Томской губернии остались 740 тысяч, на Дальнем Востоке 162 тысячи, в Акмолинской области 230 тысяч. Наибольший переселенческий поток шёл из густонаселённых центральных районов европейской части России со слабым развитием промышленного производства. Так, из Полтавской губернии выехало 160 тысяч человек, из Черниговской 145 тысяч, из Могилёвской 105 тысяч.
Нередко первоначальный толчок движению переселенцев давали захожий богомолец, письмо сосланного земляка, статья в газете и т. п. Раз начавшееся движение в определенный край поддерживалось затем письмами ушедших; очень многие довольствуются сведениями, которые можно извлечь из писем; другие посылали ходоков, снаряжаемых иногда от целых сельских обществ или артелей переселенцев, а иногда идущих на собственный счет и страх; наконец, массы переселенцев шли «на новые места» на основании слухов или рассказов. По производившейся в разных местностях Сибири регистрации, на основании разведок ходоков шло около ⅕ части всех переселенцев, от ⅓ до ⅔ шло по письмам, остальные — по слухам и вообще без сколько-нибудь точных сведений и определенного направления. Но и письма, и ходоки лишь редко давали достаточно полные, верные и определенные сведения: в письмах «новые места» рисовались нередко в слишком благоприятном свете; ходоки — не говоря уже о случаях прямой недобросовестности — при громадности Сибири и разнообразии ее естественных условий лишь редко могли как следует ориентироваться; результатом было частое разочарование переселившихся. Затем и среди населения, по-видимому, ослабевало доверие как к письмам, так и к сообщениям ходоков, и все более распространяется семейное ходачество — разведки, производимые отдельной семьей через одного из ее членов, за собственный счет и страх.
Особенно возросли размеры переселений после пуска Транссибирской магистрали. Если в 1893 году в Сибирь прибыли 56 тысяч переселенцев, то уже в 1895 году — 107 тысяч.
По инициативе тобольского губернатора Л. М. Князева во второй половине 1897 года было проведено исследование быта переселенцев из Полтавской, Черниговской, Харьковской, Ковенской, Гродненской, Витебской, Смоленской, Воронежской, Курской, Орловской и Пензенской губерний, водворенных в Тобольской губернии, выполненное старшим чиновником особых поручений Н. Новомбергским в 84 населённых пунктах Ишимского и Тюкалинского округов, с целью исследовать влияние правительственных ссуд на их благоустройство в новых природных и климатических условиях. В нём отмечалось, что рост населения России превышает рост размеров крестьянской собственности: если первый с момента организации в 1882 году Крестьянского поземельного банка составлял свыше одного процента в год, то второй — лишь 0,13 %, и созданный банк не смог решить проблему финансирования покупки земли. Вследствие этого цена земли возрастает, а раздробленность земельных наделов увеличивается из-за деления имеющихся на всё большее количество душ. Обследованием было установлено, что у переселенцев в Ишимском районе на их родине было только по 2,5 десятины пахотной земли на двор, а в Тюкалинском — по две, так что собственного хлеба им хватало до Филипповского поста, редко до Пасхи. В этих условиях под запашку идут луга, уменьшается количество домашнего скота, который нечем кормить, с ним и урожайность почвы. Из-за массовой запашки также возникают засухи и уменьшается сток рек. Среди новосёлов Тобольской губернии четверть не имели лошадей, треть — коров.
Не имея возможности купить землю, крестьяне брали её в аренду на кабальных условиях (например, за половину урожая, денежную оплату или обязательство отработать на арендодателя 5 дней в неделю). Число арендующих хозяйств в разных местностях составляло от 50 % до 85 % дворов. Поэтому в путь за землёй люди отправляются из нужды, а добравшись до места, вынуждены осваиваться, так как вернуться им некуда и не на что: каждая семья тратит на дорогу 50-60 рублей.

### Столыпинская реформа и организованное переселение
В ходе столыпинской реформы в 1906—1914 годах численность переселенцев здесь ещё более увеличивается и достигает без обратных переселенцев 3 миллионов 312 тысяч человек. В этот период увеличивается число выезжающих в Западную Сибирь и Центральную Азию, удельный вес Восточной Сибири и Дальнего Востока уменьшается.
Тем не менее масштабы переселения оказываются недостаточными. По оценкам, для окончательного решения «земельного вопроса» требовалось переселить «за Урал» до 25 млн чел., что оказалось слишком сложной задачей. Реально выехали к 1917 г. около 3,1 млн чел., причём 344 тыс. из них вернулись обратно. Такое переселение не поглотило даже естественного прироста населения, произошедшего за это время. Индустриализация России, фактически начавшаяся уже в 1880-е годы, также не решила проблему земельного дефицита: медленно растущие города были неспособны поглотить весь естественный прирост населения в деревнях.

### Переселенчество рабочих
Наряду с сельскохозяйственными переселенцами во 2-й половине XIX — начале XX века получило широкое распространение переселенчество наёмных рабочих, временно покидавших постоянное место жительства в поисках заработка. Проживая на новых местах порой длительное время, они тем не менее считались «пришлыми». Так, в Екатеринославской губернии в 1892 году постоянно находилось 213 тысяч «пришлых», в 1900—434 тысячи, в 1910—630 тысяч. В это же время большое количество временных рабочих ежегодно переезжало во многие губернии Новороссии, Северного Кавказа и Дальнего Востока.

### Переселения в советский период
17 октября 1924 года Совет труда и обороны постановил, что колонизационно-переселенческие мероприятия должны проводиться на основе общесоюзного плана, устанавливаемого Центральным Колонизационным Комитетом при ЦИК СССР. В 1925 году при ЦИК СССР был создан Всесоюзный переселенческий комитет. С 1926 по 1931 год планировалось переселить 6 млн человек, из них 2 млн — на Дальний Восток, 3,5 млн — в Сибирь и 500 тыс. — в Поволжье. До 1929 года осуществлялось организованное переселение почти исключительно крестьян, а позже стали допускать к переселению также ремесленников и рабочих, но им разрешалось направляться только на Дальний Восток.
В 1930 году Всесоюзный переселенческий комитет был упразднен, его заменил переселенческий сектор Наркомата земледелия СССР. В 1932 году Всесоюзный переселенческий комитет был воссоздан при СНК СССР. В 1936 его функции перешли к переселенческому отделу НКВД СССР. В 1939 году было создано Переселенческое управление при СНК СССР. В 1942 году в связи с Великой Отечественной войной Переселенческое управление стало отделом СНК РСФСР по хозяйственному устройству эвакуированного населения с переселенческим сектором. В 1945 году было образовано Переселенческое управление при Совете министров РСФСР. В 1949 году было создано Главное переселенческое управление при Совете министров СССР; в 1953-54 годах оно было передано в ведение министерства сельского хозяйства СССР. В 1956 году было создано создано Главное управление переселения и организованного набора при СМ РСФСР. Оно было упразднено в 1967 году в связи с резким сокращением масштабов переселения.